# Природні ресурси Криму

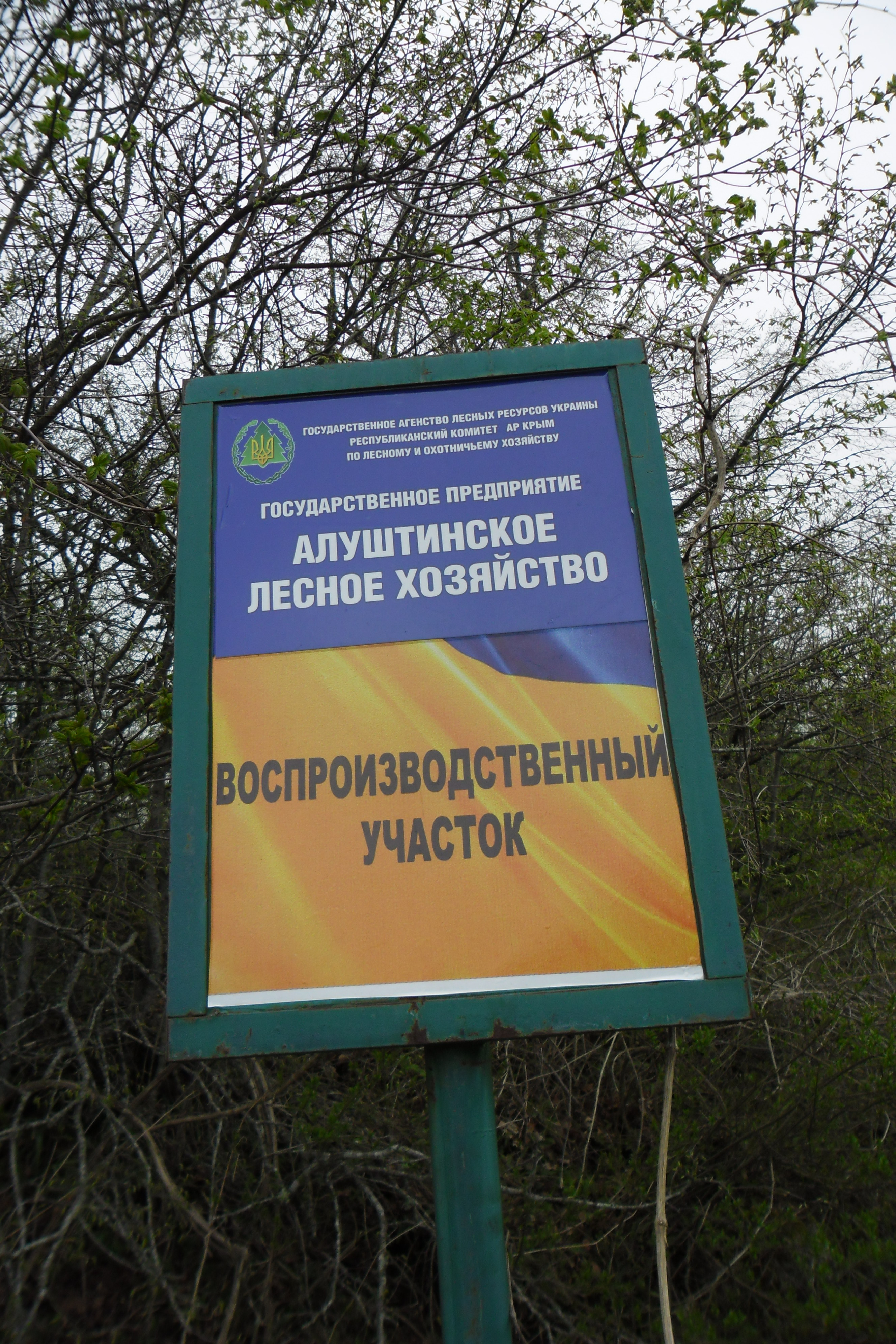
Ліс Криму. Світлина 2015 року.

Природні ресурси Криму охоплюють межі Автономної Республіки Крим, Севастополя і півночі Арабатської стрілки. Основними ресурсами півострова є мінерали, зокрема кам'яна сіль, вапняк, глина, мармур, а також природний газ і нафта, які видобуваються на шельфі Чорного й Азовського морів. Лісові ресурси сконцентровані переважно в гірській частині Криму, де ростуть хвойні, букові й дубові ліси. Кліматичні умови сприяють розвитку сільського господарства, зокрема вирощуванню винограду, фруктів та овочів. Морські ресурси забезпечують рибальство та видобуток морської солі. Лікувальні грязі, мінеральні води мають велике значення для розвитку рекреації й курортного лікування.

## Курортно-рекреаційний потенціал
Курортно-рекреаційний потенціал Криму обумовлюється різноманітністю природних ландшафтів — від степових на півночі до покритих лісами Кримських гір у південній частині. Багатство Криму — це його клімат, для якого характерно достаток сонця, тепла та світла. Особливості циркуляції повітря в сполученні з впливом Чорного, Азовського морів та Кримських гір формують три основних кліматичних райони: степовий, гірський та південно-бережний.
Уздовж південного узбережжя розташовані курорти: Ялта, Алупка, Сімеїз, Гурзуф, Місхор, Лівадія, Форос, Керч, Алушта.
Різноманітність мікрокліматичних умов, достаток вічнозеленої рослинності гір та височин, родовища лікувальної грязі і джерел мінеральних вод сформували декілька типів курортів:
- кліматичні (Старий Крим),
- кліматобальнеологічні (Ялта,Алушта),
- кліматобальнеогрязьові (Євпаторія, Феодосія, Саки).

Завдяки географічному положенню, екологічним та історичним умовам Крим з глибокої давнини був своєрідним перехрестям різних племен, народів та культур.
Історико-культурні ресурси
На території Криму понад 11,5 тисяч пам'ятників історії, культури та архітектури, що відносяться до різних історичних епох, цивілізацій, етносів і релігій. Найбільш унікальні з них, наприклад, комплекс печерних міст та монастирів, генуезька фортеця, святі місця різних конфесій і інші, використовуються як туристичні об'єкти.

## Ландшафтні ресурси
Шість державних заповідників, 33 заказники, з них 16 загальнодержавного призначення, 87 пам'ятників природи, 13 з них загальнодержавного призначення, 10 заповідних урочищ і ін.

## Лікувально-мінеральні ресурси
Дуже високо оцінюється за світовими стандартами ринкова вартість мінерально-сировинних (бальнеогрязьових) ресурсів Криму, його пляжів і прибережних земельних ділянок.
В даний час у Криму відомо 26 родовищ лікувальних грязей та ропи, а також більш 100 джерел мінеральних вод різного хімічного складу. 15 грязьових родовищ та 13 великих родовищ мінеральних вод віднесені до категорії лікувальних.

## Рекреаційні ресурси
Більш 90 % рекреаційних об'єктів сконцентровано на вузькій 3-х кілометровій прибережній смузі моря. У глибинних територіях (гірничо-передгірних) розміщені лише невеликі (до 100 місць), малокомфортабельні об'єкти, хоча в цій «Кримській Швейцарії» є всі необхідні умови та ресурси для рекреаційного освоєння високого рівня.
Крім того, можливості розвитку інфраструктури екологічного та соціального туризму в сільській місцевості, системи курортного сервісу в нових прибережних регіонах рекреаційного освоєння, системи сервісу для неорганізованих відпочиваючих, шоу-бізнесу та індустрії розваг, створення інфраструктури для елітних видів спорту, впровадження унікальних методів лікування становлять безсумнівний інтерес для ділових партнерів.
Наявність туристських ресурсів, особливості наявної інфраструктури дають можливість розвивати в Криму нетрадиційні форми туризму:
- спелеологічний
- скелелазіння
- кінний
- велосипедний
- дельтапланеризм
- гірничо-пішохідний
- винні та мисливські тури
- вертолітні екскурсії
- прогулянки на яхтах
- підводні занурення з аквалангом
- науковий та автотуризм

Усі ці тури можуть бути комбінованими, розрахованими як на групи, так і на індивідуальних туристів, поєднуються із широким спектром додаткових послуг, різної класності.
Поряд з туристичною, пріоритетною галуззю в Автономній Республіці Крим діє санаторно-курортна. Вона базується на використанні мінеральних вод (з потенційним дебітом 14 тис. м³ на добу), лікувальних грязів (з балансовими запасами 22,4 млн м³), пляжів (довжиною 517 км), кліматичних і ландшафтних ресурсів, морського та гірського повітря тощо.
Усього в Криму нараховується більше 600 санаторно-курортних та оздоровчих закладів, використовуваних як для цілорічного, так і для сезонного лікування та відпочинку на 155,5 тисяч ліжкомісць. Санаторії та пансіонати з лікуванням становлять 28 % цих закладів та розташовані переважно на Південному березі Криму, а також на курортах Євпаторія, Саки, Феодосія. Усі санаторії Криму мають спеціалізацію, що залежить від особливостей лікувальних факторів місцевості, де вони розташовані.

## Корисні копалини
Залізо (Керченський півострів), нафта і природний газ — здебільшого на морському шельфі.

## Ґрунти
Серед ґрунтів на рівнинах Криму переважають чорноземи, які у північних районах регіону змінюються на каштанові, місцями засолені. У гірській частині панують бурі гірсько-лісові і коричневі гірські ґрунти.

## Тваринний світ
див. також Фауна Криму
Фауна Криму включає представників середземноморського походження (переважно в гірській частині) і прибульців з материкової України (рівнинна частина). Багато ендеміків. Проте в цілому видовий склад бідніше, ніж на суміжних територіях, що пояснюється ізольованим місцезнаходженням Криму. Разом нараховується близько 10 000 видів безхребетних і приблизно 400 видів хребетних тварин.

### Безхребетні та комахи
Із сухопутних слимаків подекуди поширені та численні представники роду Гелікс, Ксеропитка, Брефулопсіс та ін. Із павукоподібних особливо цікаві близько 30 видів іксодових кліщів та отруйні фаланга, тарантул південноруський, кримський скорпіон. Із багатоніжок заслуговує на увагу отруйна сколопендра.
Комахи представлені 27 рядами: жуки (більше 3000 видів) перетинчастокрилі (близько 1500), двокрилі (більше 1000), метелики (близько 2000), напівтвердокрилі (більше 1000 видів). Інші ряди містять значно менше видів. Найбільш примітними комахами є цикада звичайна, турун кримський, красотіл пахучий, альпійський і великий дубовий вусачі, метелики: махаон, косатець, білан, цитринець, зірка, перламутровка велика лісова, сонцевик павиче око, сонцевик адмірал, сонцевик кропив'яний, павиноочка грушева, бражник мертва голова, бражник олеандровий, ведмедиця сільська, різні види джмелів, бджоли-тесляри. Істотно шкодять сільському і лісовому господарству хлібний турун, шкідлива черепашка, хлібні пильщики, злакові мухи, колорадський жук, хрестоцвіті і бурякові блішки, каліфорнійська щитівка, картопляна міль, міновані молі, плодожерки, американський білий метелик, непарний шовкопряд, золотогузка, зимовий п'ядун, дубова листовійка та ін. Епідеміологічне значення мають москіти, малярійні комарі.

### Риби
Прісноводних риб 36 видів. Більшість (22) становить родина коропових (короп, карась, лин, вусань, головень, шемая, мересниця річкова, амур білий, товстолобики та ін.). Існують лососеві (форелі), в'юнові (палія американська, щиповка), колючкові (трьохголкова колючка), окуневі (окунь звичайний, судак звичайний, йорж звичайний), бичкові (бичок-бабка), коропозубі (гамбузія), а також щукові, звичайні соми, пецилієві, керчакові.
В шельфовій зоні Кара-Дагу 114 видів риб з 193 видів і підвидів, відомих в Чорному морі, 56 видів риб зустрічаються у Феодосійському затоці. Серед них: морські миші, ошібень, піщанка, камбала, султанка, скат-хвостокол, дракон, піленгас, арноглос, білуга чорноморська, шип, лосось чорноморський, морський коник чорноморський, зубарики звичайні, горбиль світлий, губань зелений, піскарка бура, піскарка сіра, бичок-рижик, морський півень, морський чорт, осетер, севрюга, тюлька, сарган, лобан, синій тунець, морський карась (ласкирь), барабуля, морський дракон, морська собачка сфінкс, морська собачка павич, бичок-рись, кругляш, бичок-мартовик, бичок-ротан, трав'яний бичок, звичайна скумбрія, атлантична пеламіда, морський йорж (скорпена), морський півень, носата солея.

### Земноводні та плазуни
Земноводних 6 видів: гребінчастий тритон, жаба зелена, жаба озерна (найбільш численна) часничниця звичайна, кумка червоночерева і райка деревна.
Плазунів 14 видів: болотна черепаха, прудка, кримська і скельна ящірки, різнобарвна ящірка, кримський гекон, жовтопузик, вужі звичайний і водяний, полози жовточеревий, чотирьохсмугий і леопардовий, мідянка і тільки одна отрутна змія - степова гадюка (укуси болючі, але не смертельні).

### Птахи
Птахів близько 300 видів. З них осілих — 61 вид, перелітних, що гніздяться − 117 видів, прольотних — 62, зимуючих — 27 і зальотних — більш 20 видів. Вони відносяться до 22 рядов: Гагароподібні (зимують: чорновола і червоновола), Пірникозоподібні (пірникоза велика, мала, сірощока, чорношия і червоношия), Трубконосі (малий буревісник), Веслоногі (кучерявий і рожевий пелікани, великий, чубатий і малий баклани), Голінасті (чапля велика і мала білі, сіра, жовта, руда і єгипетська, бугай, бугайчик, коровайка, білий і чорний лелеки). Фламінго (одна особина була здобута у листопаді 1930 р. біля м. Джанкой), Гусеподібні (лебеді, гусаки, качки, крохалі, усіх разом 28 видів), Соколоподібні (орел-могильник, яструб малий, яструб великий, степовий, польовий і лучний луні, сапсан, балабан, скопа, звичайний і степовий боривітри, кібчик, канюки — звичайний і мохноногий, чорний гриф і білоголовий сип), Куроподібні (фазан, сіра і гірська куріпки, перепел), Журавлі (сірий і степовий). Пастушки (лиска, водяна курочка, деркач, погоничі звичайний, малий і крихітка, пастушок), Дрохви (дрохва і стрепет), Сивкоподібні (різні види куликів: пісочники, веретільники, кроншнепи), мартини (крачки, поморники, мартини), Голубоподібні (голуб сизий, голуб-синяк, припутень, горлиці звичайна і кільчаста), Зозулі (у Криму живе лише звичайна зозуля). Совоподібні (болотна й вухата, сплюшка, хатній сич, сіра сова, пугач). Дрімлюгоподібні (дрімлюга), Серпокрильцеподібні (чорний і білочеревий серпокрильці). Сиворакшеподібні (рибалочка, бджолоїдка звичайна, сиворакша, одуд), Дятли (великий строкатий, крутиголовка), Горобцеподібні (109 видів, найбільш численні, зустрічаються всюди, це і ластівки, і жайворонки, і синиці, і ворони, і дрозди та ін.).

### Ссавці
Звірі представлені 7-ма рядами, з яких найрізноманітнішими за видовим складом є кажани та гризуни: зайцеподібні (2 види), мишоподібні (18 видів), комахоїдні (5 видів), рукокрилі (18 видів), хижі (7 видів), оленеподібні (4 види), китоподібні (3 види).
Гризуни представлені двома рядами: зайцеподібні та мишоподібні.
Зайцеподібні: заєць сірий і кріль дикий.
Мишоподібні: вивірка звичайна (інтродуцент з Алтаю: форма «телеутка»), ховрах малий, тушкан великий, пацюки чорний і сірий, миші хатня і курганцева, мишаки степовий, жовтогрудий та уральський, хом'як звичайний, хом'ячок сірий, мишівка південна, сліпушок степовий, полівки гуртова, алтайська і лучна, ондатра (інтродуцент).
Комахоїдні представлені видами: їжак білочеревий, рясоніжка мала (ендемічний підвид), мідиця мала (ендемічний підвид), білозубка мала, білозубка білочерева.
Рукокрилі представлені тільки видами підряду кажани: підковики великий і малий, нічниці гостровуха, триколірна, вусата і війчаста, вухані бурий і австрійський, широковух європейський, вечірниці дозірна, мала і гігантська, нетопири білосмугий, карлик та пігмей, гіпсуг гірський, пергач пізній).
Хижі — (7 видів: куниця кам'яна, перегузня, тхір степовий, ласиця, борсук звичайний, лисиця звичайна та єнот уссурійський).
Оленеподібні: (олень благородний (ендемічний підвид), сарна європейська, муфлон, кабан дикий; проводиться акліматизація лані.
Китоподібні: білобочка, афаліна й фоцена звичайна (ендемічний підвид азовка).
У зв'язку з тим, що Крим добре обжитий людиною, тварини, що живуть на півострові, повсюдно потребують дбайливого до них відношення й охорони. Це в першу чергу стосується «червонокнижкових» видів, а їх у Криму чимало.

### Раритетне ядро
До Червоної книги України занесено 214 видів тварин, що живуть у Криму. Серед них Хробаки подані 3 видами, Членистоногі — 114 і Молюски — 4 видами. Серед членистоногих більшість видів подано комахами (100), у той час, як ракоподібних 11 видів, а павукоподібних — всього 3. Необхідно підкреслити, що склад «червонокнижкових» видів дуже неоднорідний

### Екологічні групи
В Криму вирізняють 6 екологічних груп тварин. Серед тваринних угруповань, характерних для відкритих просторів (степових), — їжак білочеревий, заєць сірий, ховрах малий, тушкан великий, лисиця звичайна, тхір степовий. Із птахів — степовий орел, перепілка, жайворонки та ін.
У лісостепових ландшафтах живуть хом'як звичайний, заєць сірий, полівка алтайська. З птахів — кібчик, горлиця, сорока, грак і т. д.
У лісах живуть олень благородний (ендемічний кримський підвид), сарна європейська, борсук європейський, кабан дикий, муфлон. З птахів — припутень, сіра сова, сойка, славка, чорний гриф та ін.
Своєрідна фауна скель і урвищ, кримських підземних урочищ і навколоводних просторів.
В морях у берегів Криму живуть осетер, севрюга, пеламіда, бичок, скумбрія, кефаль, з ссавців — три види дельфінів.

## Рослинний світ

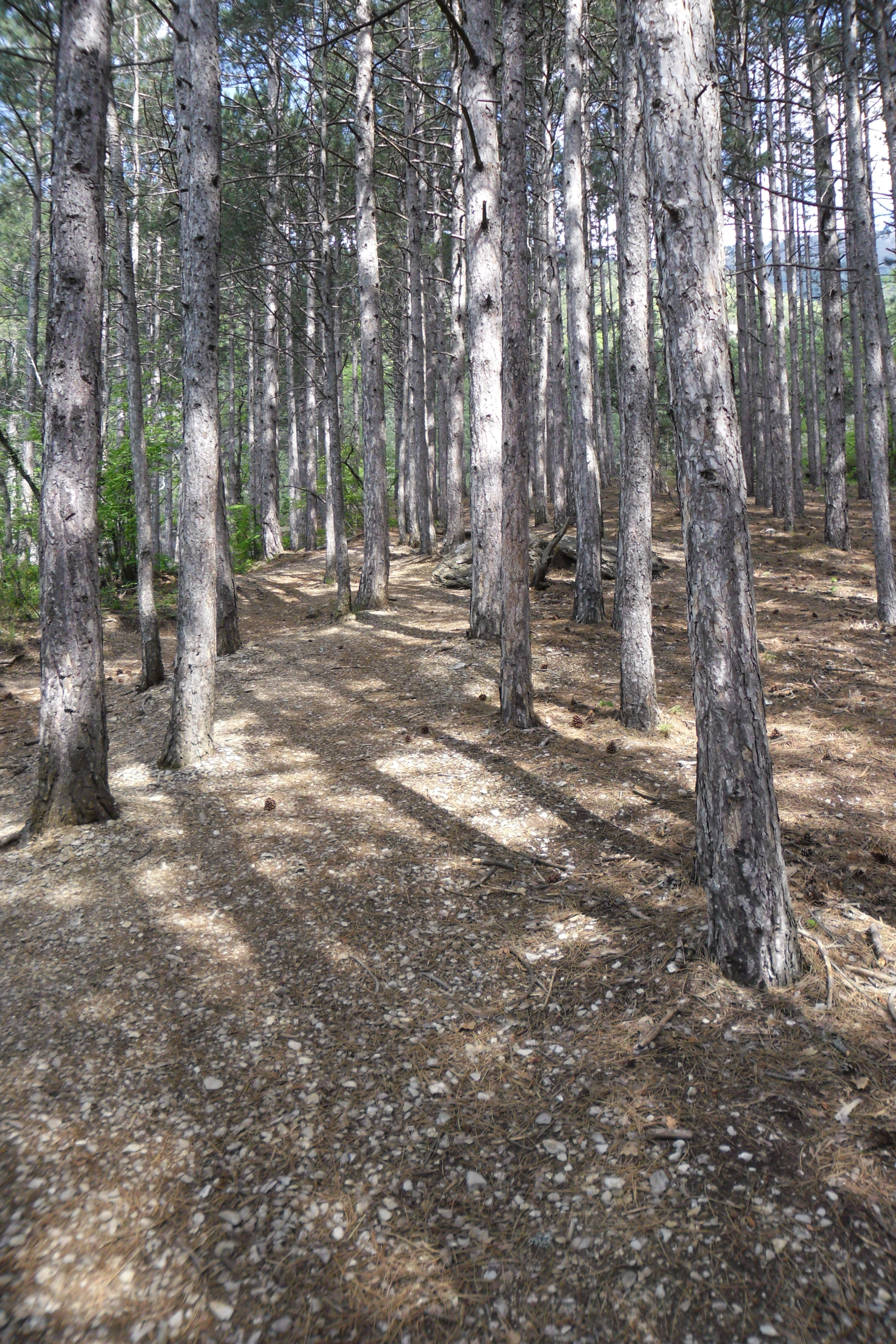
.

Висотна поясність  Кримських гір. На північному макросхилі виділяють такі пояси: лісостеповий, дубових лісів, букових і грабових лісів, а на південному — шибляка, хвойних лісів і лучних степів яйли.. На південному березі рослинність середземноморського типу, чисельні парки декоративних дерев і чагарників, сади, виноградники, тютюнові плантації.
Флора Кримського півострова надзвичайно багата і нараховує понад 2700 видів вищих судинних рослин. Це приблизно 60 % усієї флори України, тому не дивно, що в Криму багато рідкісних рослин, які потребують охорони. Кількість таких рослин наближаеться до 600. У Червону книгу України (2009) занесено 325 видів рослин, з них: судинних рослин — 218, мохоподібних — 10, водоростей — 37, лишайників — 34, грибів — 26.
Крим населяють рослини, які прийшли з різних геологічних епох. Більше половини сьогоднішньої флори Криму — це дольодовикові релікти. Їх кримський «стаж» нараховує близько 20 млн років. Це, наприклад, суничник дрібноплідний (Arbutus andrachne), сосна кримська (Pinus pallsiana), комперія Компера (Comperia comperana) та ін. Деякі звичайні для півночі рослини проникнули до нас, на південь, завдяки останньому континентальному зледенінню, що закінчилося близько 10000 років тому. Такі види є льодовиковими реліктами. Серед них — береза повисла (Betula pendula), грушанка круглолиста (Pyrola rotundifolia), калюжниця болотна (Caltha palustris).
За характером географічного поширення (тобто по ареалах) види кримської флори дають строкату картину: тут є і середземноморські, і передньоазіатські, і європейські рослини. Однак особливу цінність становлять ендеміки — види, що не зустрічаються більше ніде у світі. У флорі півострова нараховується близько 107 таких видів рослин (докладніше див. Список ендемічних рослин Криму). В їхньому числі — клен Стівена (Acer stevenii), еспарцет Палласа (Onobrychis pallasii), глід Пояркової (Crataegus pojarcoviae) і знаменита ясколка Біберштейна(Cerastium biebersteinii)— кримський «едельвейс», а також представник єдиного ендемічного роду в кримській флорі — румія криптолиста (Rumia crithmifolia). Якщо говорити не тільки про судинні рослини, а про всі вищі рослини Криму, то не можна не звернути уваги на відділ моховидні (Bryophyta), яких на півострові нараховується близько 300 видів. На Карадазі, у Східному Криму, росте один з найрідкісніших видів мохоподібних у Європі — анектангіум Ханделя (Anoectangium handelii). Крім нього до рідкісних мохів півострова можна віднести біля сотні видів, з яких, на жаль, у Червону книгу занесені тільки два.
Отже, разом з Мохоподібними видове багатство флори вищих рослин Криму розширюється до 3000 видів.
Відділ хвощеподібні (Equisetophyta) представлений у Криму п'ятьма видами. А це чимало, якщо врахувати, що світова флора нараховує всього 30 видів хвоща. Відділ Папоротеподібні (Polypodiophyta) на півострові представлений 33 видами, що належать до 10 родин. На скелястих гірських схилах найчастіше зустрічається багатоніжка звичайна (Polypodium vulgare). Інший вид цього роду — багатоніжка проміжна (Polypodium interjectum) — виявилася єдиним справжнім епіфітом серед місцевих вищих судинних рослин і живе на стовбурах дерев. Мініатюрна анограма тонколиста (Anogramma laptophylla) визначна тим, що має однорічний спорофіт. У межах України ця папороть росте тільки в Криму, де збереглося кілька сотень особин. Але є ще рідкісніші папороті. Так, єдина популяція Краєкучника орляковидного (Cheilanthes pteridioides) складається усього з 12 особин.
Відділ голонасінні, чи соснові (Pinophyta) у кримській флорі представлений 4 родинами і 13 видами, з яких два «іммігранти», тобто здичавілі — кедр атласький (Cedrus atlantica) і кипарис вічнозелений (Cypressus sempervires).
В Криму нараховується три місцеві види сосен. Сосна Коха (Pinus kochiana), родичка північних сосен, виростає у верхньому гірському поясі, а сосна кримська (Pinus Pallasiana) — у нижньому. Лише в трьох пунктах Південнобережжя збереглася сосна піцундська (Pinus pityusa), занесена в Червону книгу. На її сторінки також потрапив тис ягідний (Taxus baccata), що має найціннішу деревину й охороняється в Європі з XVI ст. З п'яти видів ялівцю два — «червонокнижні». Це ялівець високий (Juniperus excelsa) і ялівець смердючий (J. foetidissima)
Кримські рослини з відділу покритонасінні, чи магнолієві (Magnoliophyta), належать більш ніж до 90 родин. Далі перелічені 10 найбагатших видами родин:
1. Айстрові, чи Складноцвіті (Asteracea) — 281 вид;
2. Тонконогові, чи Злакові (Poaceae) — 252 види;
3. Бобові (Fabaceae) — 223 види;
4. Розоцвіті (Rosaceae) — 150 видів;
5. Капустяні, чи Хрестоцвіті (Brassicaceae) — 153 види;
6. Ясноткові, чи Губоцвіті (Lamiaceae) — 133 види;
7. Селерові, чи Зонтичні (Apiaceae) — 102 види;
8. Гвоздикові (Caryophyllaceae) — 95 видів;
9. Ранникові (Scrophulariaceae) — 95 видів;
10. Осокові (Cyperaceae) — 66 видів.

Ці родини відіграють найважливішу роль у формуванні рослинного покриву. І серед них є чимало рідких рослин.
Так, поряд з такими звичайними рослинами, як кульбаба лікарська (Taraxacun officinale), в Криму росте ендемічна кульбаба осіння (Taraxacun hybernum), чи Крим-сагиз, з дуже дивним розпорядком росту: квітки з'являються під осень, а листя тільки під зиму.
З рослин, що зустрічаються в Криму, два види — злаки свинорий пальчастий (Cynodon dactilon) і куряче просо (Echinochloa crus-galli) — відомі в усьому світі як злісні бур'яни. Дійсна гордість кримчан — це плеяда ендемічних ковил (Stipa spp.) — шість видів із дев'ятнадцяти, що тут зростають.
Найвідомішими і по-хижацькому знищуваними є весняні рослини Криму, багато з яких занесені на сторінки Червоних книг: пролісок складчастий (Galantus plicatus), цикламен Кузнєцова (Cyclamen kusnetzovii), тюльпан Шренка (Tulipa schrenkii), півонія вузьколиста (Paeona tenuifolia) та ін. Родиною флори Криму, яка найбільше потребує охорони, треба визнати Орхідні (Orchidaceae). Практично всі з 43 місцевих видів — «червонокнижні». Дотепер ми не можемо сказати, що флора Криму вивчена цілком. Ботаніки ще знаходять нові для півострова види. На початку 1990-х рр. на Демерджі-яйлі була виявлена орхідея зозулинець обпалений (Orchis ustulata). З іншого боку, за останні десятиліття з кримської флори довелося викреслити 39 зниклих видів, у тому числі колючоносник Сибторпа (Echinophora sibthorpoana), що мешкав до 1980-х рр. у Новому Світі.
Багатство флори часто оцінюють за кількістю так званих корисних видів — харчових, лікарських та ін. Однак наші знання про корисні властивості рослин далеко не повні. Кожен вид відрізняється унікальною спадковою інформацією і несе в собі великий набір потенційно цінних ознак, про які довідаються, можливо, лише наші нащадки. Тому вірніше буде говорити про багатство генетичних ресурсів і піклуватися про збереження усіх видів рослин, особливо рідкісних.
На рівнинах Криму панувала степова рослинність: полиново-типчакові, ковилові і різнотравні степи. Велика частина їх тепер розорана і зайнята зерновими, овочевими, ефіроолійними культурами, садами і виноградниками.
В гірському Криму зростають ліси, вони займають 340 тис. га. Схили Кримських гір зайняті переважно дубовими (65 % площі всіх лісів), буковими (14 %), грабовими (8 %) і сосновими (13 %) лісами. На Південному березі Криму (Кримське субсередземномор'я) зростають реліктові ялівцево-дубові ліси з ділянками таких цінних порід, як Суничник дрібноплідний (Arbutus andrachne), Фісташка туполиста (Piscia mutica), а також вічнозелених чагарників — іглиці понтійської (Purcus ponticus), чисту кримського (Cirtus tauricus) та ін. Рясна вічнозелена ліана — плющ (Hedera helix).
Великі рослинні багатства зосереджені в парках Криму, але тут представлені головним чином інтродуковані види. 30 парків Криму, у тому числі Нікітський ботанічний сад — Національний науковий центр, — оголошені заповідними пам'ятниками садово-паркового мистецтва.